# Afirmacja (album AniKi Dąbrowskiej)
Afirmacja – debiutancki album studyjny polskiej piosenkarki AniKi Dąbrowskiej. Wydawnictwo ukazało się 26 czerwca 2020 nakładem wytwórni muzycznej Universal Music Polska.
Album jest utrzymany w stylu muzyki pop. Składa się z wersji standardowej (1 CD).
Płyta zadebiutowała na 18. miejscu polskiej listy sprzedaży – OLiS.
Nagrania były promowane singlami: „Małe skrzydła”, „Oddycham chwilą”, „Do gwiazd”, „Miłość” i „Nawet jeśli jutra nie ma”.

## Lista utworów
Opracowano na podstawie materiału źródłowego.
| Afirmacja – Wersja standardowa | Afirmacja – Wersja standardowa | Afirmacja – Wersja standardowa                                    | Afirmacja – Wersja standardowa                                    | Afirmacja – Wersja standardowa |
| Nr                             | Tytuł utworu                   | Słowa                                                             | Muzyka                                                            | Długość                        |
| ------------------------------ | ------------------------------ | ----------------------------------------------------------------- | ----------------------------------------------------------------- | ------------------------------ |
| 1.                             | „Afirmacja (intro)”            | Anna Dąbrowska                                                    | Patryk Kumór                                                      | 0:48                           |
| 2.                             | „Małe skrzydła”                | Joanna Klepko                                                     | Witold Czamara                                                    | 3:29                           |
| 3.                             | „Niewidzialna”                 | Małgorzata Uściłowska, Dominic Buczkowski-Wojtaszek, Patryk Kumór | Małgorzata Uściłowska, Dominic Buczkowski-Wojtaszek, Patryk Kumór | 3:34                           |
| 4.                             | „Sitowie”                      | Dominic Buczkowski-Wojtaszek, Patryk Kumór                        | Dominic Buczkowski-Wojtaszek, Patryk Kumór                        | 3:11                           |
| 5.                             | „Tak jak ja”                   | Małgorzata Uściłowska, Dominic Buczkowski-Wojtaszek, Patryk Kumór | Małgorzata Uściłowska, Dominic Buczkowski-Wojtaszek, Patryk Kumór | 3:04                           |
| 6.                             | „Oddycham chwilą”              | Patryk Kumór                                                      | Radosław Bieńkuński, Patryk Skoczyński                            | 3:50                           |
| 7.                             | „Nawet jeśli jutra nie ma”     | Małgorzata Uściłowska, Dominic Buczkowski-Wojtaszek, Patryk Kumór | Małgorzata Uściłowska, Dominic Buczkowski-Wojtaszek, Patryk Kumór | 3:14                           |
| 8.                             | „Do gwiazd”                    | Marcin Mendel, Jakub Krystyan                                     | Aleksander Kowalski, Radosław Bieńkuński                          | 3:03                           |
| 9.                             | „Do końca świata”              | Dominic Buczkowski-Wojtaszek, Patryk Kumór                        | Dominic Buczkowski-Wojtaszek, Patryk Kumór                        | 3:06                           |
| 10.                            | „Miłość”                       | Dominic Buczkowski-Wojtaszek, Patryk Kumór                        | Dominic Buczkowski-Wojtaszek, Patryk Kumór                        | 3:17                           |
| 11.                            | „Małe skrzydła (acoustic)”     | Joanna Klepko                                                     | Witold Czamara                                                    | 3:30                           |
|                                |                                |                                                                   |                                                                   | 34:06                          |

## Pozycja na liście sprzedaży

### Pozycja na liście tygodniowej
| Kraj   | Lista (2020)  | Najwyższa pozycja |
| ------ | ------------- | ----------------- |
| Polska | OLiS – albumy | 18                |